# Jennifer Nobis
Jennifer Nobis (Quincy, 22 de março de 1984) é uma futebolista estadunidense que atua como atacante. Atualmente, joga pelo Piteå IF, emprestada pelo Boston Breakers.